# Regione di Vysočina
La regione di Vysočina (in ceco kraj Vysočina), conosciuta anche come regione di Jihlava, è una regione (kraj) della Repubblica Ceca, situata nella parte sud-orientale della regione storica della Boemia e in parte nel territorio sud-occidentale della regione storica della Moravia. Il suo capoluogo è Jihlava.

## Distretti
- Distretto di Havlíčkův Brod
- Distretto di Jihlava
- Distretto di Pelhřimov
- Distretto di Třebíč
- Distretto di Žďár nad Sázavou

## Città
- Bystřice nad Pernštejnem
- Chotěboř
- Havlíčkův Brod
- Humpolec
- Jihlava
- Moravské Budějovice
- Náměšť nad Oslavou
- Nové Město na Moravě
- Pacov
- Pelhřimov
- Světlá nad Sázavou
- Telč
- Třebíč
- Žďár nad Sázavou